# Campeonato Europeu de Futebol Sub-21 de 1996
O Campeonato Europeu de Futebol Sub-21 de 1996 foi a décima edição do Campeonato Europeu de Futebol Sub-21.
A fase de qualificação durou de 1994 a 1996. 
Nada menos do que 13 recém-independentes nações competiram pela primeira vez - principalmente devido à queda do estado socialista na Europa no início de 1990. À Rússia, que competira já em 1994 juntaram-se mais nove estados ex-União Soviética: Arménia, Azerbaijão, Bielorrússia, Estónia, Geórgia, Letónia, Lituânia, Moldávia e Ucrânia.
A exclusão (por motivos políticos), da selecção da Sérvia e Montenegro, então conhecida como a República Federal da Jugoslávia continuava. A Croácia, Eslovénia e a República da Macedónia foram três estados da antiga Jugoslávia que entraram na competição.
A Checoslováquia tornou-se em duas nações - selecção da República Checa e da Eslováquia completou a lista das novas nações competidoras.
As 44 equipas nacionais foram divididas em oito grupos (quatro grupos de cinco e quatro grupos de seis). Os oito vencedores de cada um dos grupos apuraram-se para uma fase de quartos-finais a duas mãos, disputando quatro vagas na fase final do torneio.
As cinco primeiras equipas qualificaram-se para o torneio de futebol nos Jogos Olímpicos de Verão de 1996.

## Quartos-finais
| Equipe 1 | Total | Equipe 2        | 1.º jogo | 2.º jogo |
| -------- | ----- | --------------- | -------- | -------- |
| Hungria  | 3 - 4 | Escócia         | 2-1      | 1-3      |
| Alemanha | 1 - 4 | França          | 0-0      | 1-4      |
| Portugal | 1 - 2 | Itália          | 1-0      | 0-2      |
| Espanha  | 4 - 2 | República Checa | 2-1      | 2-1      |

## Fases finais
|  | Semifinais | Semifinais |       |            | Final          | Final |  |
|  |            |            |       |            |                |       |  |
|  | 28 de Maio |            |       |            |                |       |  |
|  | Itália     | 1          |       |            |                |       |  |
|  | França     | 0          |       |            |                |       |  |
|  |            |            |       |            |                |       |  |
|  |            |            |       |            | 31 de Maio     |       |  |
|  |            |            |       |            | Itália         | 1 (5) |  |
|  |            | Espanha    | 1 (4) |            |                |       |  |
|  |            |            |       |            |                |       |  |
|  |            |            |       |            |                |       |  |
|  |            |            |       |            | Terceiro lugar |       |  |
|  | 28 de Maio | 28 de Maio |       | 31 de Maio | 31 de Maio     |       |  |
|  | Escócia    | 1          |       | Escócia    | 0              |       |  |
|  | Espanha    | 2          |       |            | França         | 1     |  |

### Semi-finais
| 28 de Maio de 1996 | Itália | 1 - 0 | França |  |
|                    |        |       |        |  |

| 28 de Maio de 1996 | Escócia | 1 - 2 | Espanha |  |
|                    |         |       |         |  |

### Terceiro lugar
| 31 de Maio de 1996 | Escócia | 0 - 1 | França |  |
|                    |         |       |        |  |

### Final
| 31 de Maio de 1996 | Itália | 1 - 1 (5 - 4 g.p.) | Espanha |  |
|                    |        |                    |         |  |

## Resultado
| Campeonato Europeu Sub-21 de 1996 Campeões |
| ------------------------------------------ |
| Itália Sub-21 3º Título                    |

## Jogos Olímpicos de Verão de 1996
- França, Itália e Espanha qualificaram-se por terem passado à fase final do torneio;
- Hungria e Portugal também se qualificaram por serem as duas melhores selecções das derrotadas do play-off.
- Escócia não competia no torneio Olímpico de Futebol (ver Seleção Britânica de Futebol).